# Lubachów (przystanek kolejowy)
Lubachów – przystanek osobowy w Lubachowie, w Polsce, w województwie dolnośląskim, w powiecie świdnickim, w gminie Świdnica. Przystanek został otwarty w dniu 1 października 1904 roku razem z linią kolejową z Świdnicy Przedmieścia do Jedliny Zdroju.
Przystanek zrewitalizowano i uruchomiono ponownie 24 czerwca 2023 roku.